# Liste de mines en Alberta
Voici une liste de mines situées en Alberta.

## Liste
| mine                  | production | coordonnées | ville       | propriétaire | dates  | notes | références |
| --------------------- | ---------- | ----------- | ----------- | ------------ | ------ | ----- | ---------- |
| Mine de charbon Atlas | Charbon    |             | East Coulee |              |        |       |            |
| Mine d'Hillcrest      | Charbon    |             | Hillcrest   |              | ?-1939 |       |            |
| mine Whitewood (en)   | Charbon    |             |             | TransAlta    | 1962-  |       |            |